# روبرت كوبر جرير
روبرت كوبر جرير (بالإنجليزية: Robert Cooper Grier) هو قاضي ومحامي أمريكي، ولد في 5 مارس 1794 في مقاطعة كمبرلاند في الولايات المتحدة، وتوفي في 25 سبتمبر 1870 في فيلادلفيا في الولايات المتحدة.

## وصلات خارجية
- روبرت كوبر جرير على موقع الموسوعة البريطانية (الإنجليزية)
- روبرت كوبر جرير على موقع إن إن دي بي (الإنجليزية)